# Rhodosoma
Rhodosoma is een geslacht uit de familie Corellidae en de orde Phlebobranchia uit de klasse der zakpijpen (Ascidiacea).

## Soorten
- Rhodosoma callense (Lacaze-Duthiers, 1865)
- Rhodosoma turcicum (Savigny, 1816)

Niet geaccepteerde soorten:
- Rhodosoma ceylonicum Herdman, 1906 → Rhodosoma turcicum (Savigny, 1816)
- Rhodosoma huxleyi (Macdonald, 1862) → Rhodosoma turcicum (Savigny, 1816)
- Rhodosoma papillosum (Stimpson, 1855) → Rhodosoma turcicum (Savigny, 1816)
- Rhodosoma pellucidum (Stimpson, 1855) → Rhodosoma turcicum (Savigny, 1816)
- Rhodosoma pyxis  Traustedt, 1882 → Rhodosoma turcicum (Savigny, 1816)
- Rhodosoma seminudum Heller, 1878 → Rhodosoma turcicum (Savigny, 1816)
- Rhodosoma verecundum Ehrenberg, 1828 → Rhodosoma callense (Lacaze-Duthiers, 1865)